# 23988 Maungakiekie
23988 Maungakiekie este un asteroid din centura principală de asteroizi.

## Descriere
23988 Maungakiekie este un asteroid din centura principală de asteroizi. A fost descoperit pe 2 septembrie 1999 la Auckland de Ian P. Griffin. Asteroidul prezintă o orbită caracterizată de o semiaxă mare de 2,86 ua, o excentricitate de 0,18 și o înclinație de 12,3° în raport cu ecliptica.